# Kumiko Ōmura
Kumiko Ōmura (大村 久美子), Ōmura Kumiko; née en 1970 dans la préfecture de Shizuoka, est une des plus importantes compositrices japonaises contemporaines. 

## Biographie
Ōmura étudie d'abord auprès de Isao Matsushita, Kenjirō Urata et Jō Kondō au Tōkyō Geijutsu Daigaku. Elle étudie ensuite la composition auprès de Nicolaus A. Huber (de) et la musique électronique auprès de Ludger Brümmer (de) et Dirk Reith (de) à la Folkwang Universität à Essen ainsi qu'à l'IRCAM à Paris et Intermedia Art (Master) auprès de Kiyoshi Furukawa au Tōkyō Geijutsu Daigaku. Sa musique est jouée au Japon, en Corée, aux États-Unis et en Europe (entre autres par les Journées de Witten pour la nouvelle musique de chambre (de), la Musica Viva de Munich en Allemagne, le festival AGORA, le festival Acanthe en France, Gaudeamus Music Week aux Pays-Bas, l'Emufest en Italie, le Bludenzer Tage zeitgemäßer Musik en Autrixche et le Music From Japan à New York. Le Nouvel orchestre philharmonique du Japon, l'Ensemble Modern, la musikFabrik (de), l'Ensemble Recherche, l'Ensemble resonanz et le Nieuw Ensemble ont interprété ses compositions. De 2006 à 2010, elle est artiste invitée au Centre d'art et de technologie des médias de Karlsruhe. De 2010 à 2011, elle est « compositrice en résidence » au Künstlerhof Schreyahn (de).

## Prix et distinctions
- 1994 : Prix Irino
- 1998 : Prix international Gaudeamus des compositeurs
- 1999 : Prix de la Biennale de la Musique Nouvelle à Hanovre
- 2000 : Prix de Rhénanie du Nord-Westphalie pour les jeunes artistes (de)
- 2000 : Prix commémoratif Yoshirō Irino du festival de musique asiatique
- 2004 : Prix Takefu de composition au Japon
- 2005 : Prix de Composition pour jeune compositeur de la Société japonaise pour la musique contemporaine
- 2012 :  Prix Giga Herz (de) du ZKM et du studio expérimental de la SWR (de)[1]

## Discographie
- 2009 : Double Contour / Kumiko Omura Portrait, chez Fontec, série « Japanese Composer »
- 2001 : Double Contour pour violoncelle et électronique en direct
- 2003 : Germination II pour 6 musiciens (flûte, hautbois, clarinette, violon, pf, vibraphone)
- 2006/2007 : Hommage à Pluton pour ensemble et électronique en direct
- 2005 : Mutation of the Möbius pour flûte à bec et viole d'amour
- 2002/2007 : La complication d'image AB pour saxophone alto/bariton
- 1993/1994 : Reticulation pour orchestre
- 1998/1999 : Imaginary Bridge pour shakuhachi, ensemble et son électronique
- 2001 : Double Contour pour violoncelle et électronique en direct / 2004 :Computer music journal sound et anthologie vidéo. Volume 28 by MIT Press
- 2003 : La complication d’image pour saxophone ténor et électronique en direct (2002) / Takashi Saito (Sax) Solo CD chez ALM Record au Japon
- 2001/2002 : Synapse for strings ensemble / Wittener Tage für Neue Kammermusik (de) 2002 sur WDR

## Source de la traduction
- (de) Cet article est partiellement ou en totalité issu de l’article de Wikipédia en allemand intitulé « Kumiko Omura » (voir la liste des auteurs).